# 有村恒道
有村 恒道（ありむら つねみち、1888年（明治21年）11月28日 - 1949年（昭和24年）5月2日）は、大日本帝国陸軍の軍人。最終階級は陸軍少将。功三級

## 経歴
1888年（明治21年）に鹿児島県で生まれた。陸軍士官学校第23期、陸軍大学校第33期卒業。1935年（昭和10年）8月1日、陸軍歩兵大佐進級と同時に関東軍司令部附となり、1936年（昭和11年）6月に琿春駐屯歩兵隊長に就任。1937年（昭和12年）11月には留守第2師団参謀に転じた。
1938年（昭和13年）7月15日に陸軍少将進級と同時に第2師団司令部附となり、9月17日に第21軍兵器部長を経て、12月10日に歩兵第35旅団長（第21軍・第18師団）に就任し、日中戦争に出動。賓陽作戦、良口作戦などに参加した。1940年（昭和15年）12月1日に待命、12月28日に予備役に編入されたが、1941年（昭和16年）8月1日に召集され、第2師団兵器部長に就任。1942年（昭和17年）7月1日に西部軍兵器部長に転じ、12月1日に馬来俘虜収容所長を経て、1944年（昭和19年）3月に西部軍司令部附となり、1945年（昭和20年）3月31日に海州陸軍兵事部長兼海州地区司令官に就任した。終戦後にはソ連に抑留され、ハバロフスク地方で死去。